# Hamptjärnen (Burträsks socken, Västerbotten)
Hamptjärnen är en sjö i Skellefteå kommun i Västerbotten och ingår i Bureälvens huvudavrinningsområde. Sjön har en area på 0,0196 kvadratkilometer och ligger 85 meter över havet.

## Delavrinningsområde
Hamptjärnen ingår i det delavrinningsområde (717271-173787) som SMHI kallar för Utloppet av Renbergsvattnet. Medelhöjden är 85 meter över havet och ytan är 14,2 kvadratkilometer. Räknas de 3 avrinningsområdena uppströms in blir den ackumulerade arean 53,59 kvadratkilometer. Renforsbäcken som avvattnar avrinningsområdet har biflödesordning 2, vilket innebär att vattnet flödar genom totalt 2 vattendrag innan det når havet efter 37 kilometer. Avrinningsområdet består mestadels av skog (64 procent). Avrinningsområdet har 2,18 kvadratkilometer vattenytor vilket ger det en sjöprocent på 15,4 procent.